# Зоряний шлях: Оригінальний телесеріал
«Зоряний шлях: Оригінальний серіал» (англ. Star Trek: The Original Series, TOS) — американський науково-фантастичний телевізійний серіал, який був створений Джином Родденберрі і транслювався з вересня 1966 по грудень 1967 року компанією Desilu Productions, та Paramount Television з січня 1968 року по червень 1969 року на телеканалі NBC. Тривав 3 сезони, що налічують 80 епізодів.
Події серіалу описують науково-дослідницьку місію космічного корабля «Ентерпрайз», і його екіпажу в 2260-х роках. Команду очолюють капітан Джеймс Т. Кірк (Вільям Шетнер), перший офіцер і науковий співробітник Спок (Леонард Німой), та головний лікар Леонард МакКой (Дефорест Келлі).
Рейтинги «Зоряного шляху» за оригінального показу виявилися доволі низькими, і телеканал NBC скасував серіал, не довівши його до логічного завершення. Кілька років по тому він однак став справжнім хітом, залишаючись таким протягом 1970-х років. Він відомий значним впливом на масову культуру — популяризацією науки серед молоді та породженням субкультури трекерів.
Серіал заклав початок вигаданого всесвіту «Зоряного шляху» та однойменної медіафраншизи, що складається з наступних телесеріалів, художніх фільмів, численної супутньої продукції, такої як книги, комікси, настільні та відеоігри. Підзаголовок «Оригінальний серіал» додався з виходом наступних творів за цим всесвітом. В даний час широко вважається одним з найпопулярніших і впливових телевізійних серіалів усіх часів.

## Сюжет
Події розгортаються в XXIII столітті, коли Об'єднана Федерація Планет, куди входять крім інших видів і люди, споряджає у п'ятирічну експедицію космічний корабель «Ентерпрайз NCC-1701». Під командуванням капітана Джеймса Кірка екіпаж подорожує галактикою, дослідуючи невідомі явища і відкриваючи нові цивілізації.
На відміну від наступних серіалів, «Оригінальний серіал» не має наскрізного сюжету чи частих сюжетних арок, які поєднували б епізоди єдиною історією. Кожен епізод оповідає про окрему пригоду, мало пов'язану з рештою. Серіал починається без передісторії з однієї з висадок на чергову планету вже під час експедиції. Завершується він так само однією з багатьох пригод до повернення «Ентерпрайза» на Землю.

## Створення

### Попередні ідеї
Джин Родденберрі, будучи великим шанувальником наукової фантастики і сценаристом на американському телебаченні, 11 березня 1964 року створив проєкт серіалу про космічні подорожі, названий «Зоряним шляхом». Він мав базуватися на пригодах екіпажу космічного корабля «колись у майбутньому» наприкінці тисячоліття — в 1995 чи 2995 роках. Родденберрі вигадав склад екіпажу за званнями й посадами під командуванням капітана Роберта Ейпріла. Він також описав головні характеристики корабля «Йорктаун» і його місію — дослідження землеподібних планет нашої галактики впродовж 5-и років. Було надруковано низку заготовок для сюжетів епізодів і змальовано стиль «Йорктауна».
Джерелами натхнення послужили роман «Подорож космічної гончої» (The Voyage of the Space Beagle) (1950) Альфреда ван Вогта, серія «Марафон» Еріка Френка Рассела, і фільм «Заборонена планета» (1956). Деякими також згадується телевізійний серіал «Рокі Джонс, космічний рейнджер» (1954), звідки було перейнято елементи дизайну корабля і форми екіпажу, вигадані технології та лінії відносин між персонажами. На формування образу персонажів вплинули твори Сесіла Скотта Форестера про морського капітана Горація Горнбловера. Джин Родденберрі жартівливо згадував капатан Кірка як «Горнбловера в космосі». Як альтернативи Кірку розглядалося ще 16 імен, таких як Дрейк, Гудзон, Гамільтон, Флеґ.
У квітні 1964 Джин приніс свій проєкт на студію Desilu. Там він познайомився з Гербертом Солоу, який запропонував внести низку змін до проєкту, оскільки в численних елементах бачив копіювання з інших серіалів. Так, він відкинув пропозицію Джина наділити іншопланетянина Спока червоною шкірою й хвостом, вважаючи такий образ неприйнятним для телебачення як «диявольський».

### Пілотний епізод
Віце-президент Desilu Productions Оскар Кац зустрівся з Родденберрі і провів разом з ним переговори з керівництвом телерадіомережі CBS щодо замовлення нею «Зоряного шляху». Але мережа не була зацікавлена в показі серіалу, оскільки вже мала замовлення на один про космічні пригоди — «Загублені в космосі» (1965—1968) Ірвіна Алена. У травні 1964 Солоу який раніше працював у мережі NBC, зустрівся з Грантом Тінкером, начальником NBC на західному узбережжі США. Той дозволив зйомки пілотного епізоду «Клітка». На виробництво знадобилося $630000.
Оскільки більшість телевізорів 1960-х були здатні відтворювати тільки чорно-білу картинку, костюми персонажів і грим задумувалися контрастними. Початкові варіанти форми Зоряного флоту дуже нагадували форму героїв серіалу «Космічний патруль» (1962). Родденберрі найняв дизайнера Білла Тейсса, котрий розробив оригінальний дизайн, що і був використаний в пілотному епізоді та подальшому серіалі. Зйомки здійснювалися в листопаді-грудні 1964 на студії Desilu Productions (пізніше відома як Culver Studios) в Калвер-Сіті, Каліфорнія.
Подивившись епізод в лютому 1965, керівництво NBC описало «Клітку» як «надто мозковитий» епізод, в якому «сюжет надто закручений, надто вчений, і розвивається надто невідчутно». Також керівництву не сподобався вибір Меджел Баррет на роль старшого офіцера, яка не відповідає образу сильної, вольової жінки, другої в команді. Їй було визначено більш підходящою роль медсестри. Зауважувався «еротизм» пілотного епізоду. Проте в NBC дійшли згоди, що пілотний епізод не розкриває потенціалу серіалу і Родденберрі слід дати можливість створити другий епіод з урахуванням зауважень. Зокрема на цьому настояв Морт Вернер, продюсер і керівник програмування.

### Другий пілотний епізод
Друга спроба отримала назву «Куди ще не приходила жодна людина». Цей епізод був знятий в липні і показаний 22 вересня 1965 року. До написання сценарію було залучено Семюеля Піплса, сценариста на телебаченні й письменника вестернів. Проєкт був готовий 8 липня, маючи розгорнутий сценарій.
Другий пілотний епізод ввів до серіалу більшу частину акторського складу, знайомого глядачам надалі. Вільям Шатнер виконав роль капітана Кірка, Джеймс Духан зіграв головного інженера Скотта, Джордж Такеі зіграв лейтенанта Сулу, який був фізиком в «Клітці», а надалі став керманичем. Пол Фікс виконав роль доктора Марка Пайпера, Келлі Дефорест зіграв корабельного лікаря Леонарда Маккоя.
Керівництво NBC лишилося задоволеним і було замовлено 16 епізодів «Зоряного шляху».

## Покази

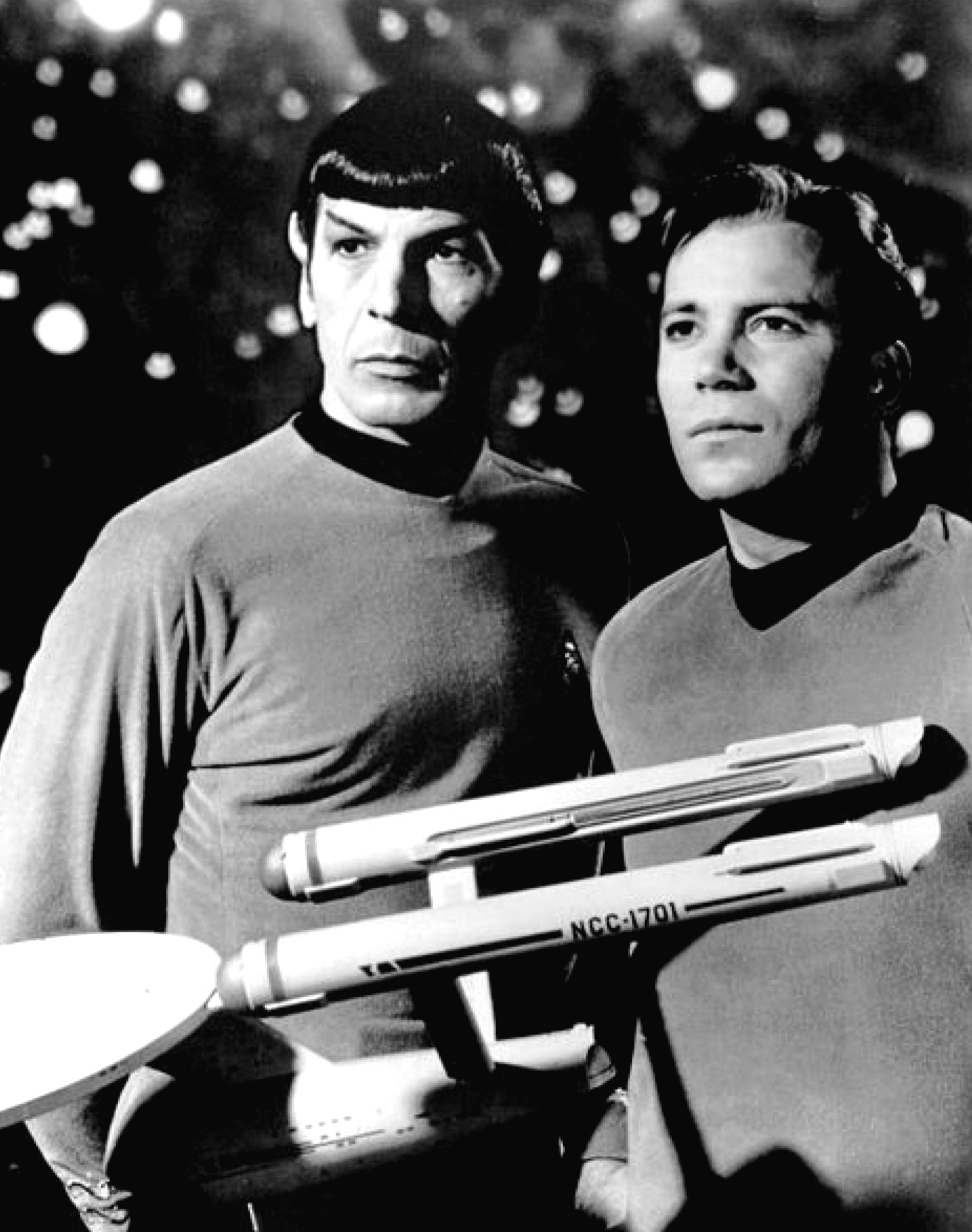
Спок і Кірк перед моделлю «Ентерпрайза»

### Сезони
| Сезон | Епізоди | Епізоди | Оригінальний показ | Оригінальний показ |
| Сезон | Епізоди | Епізоди | Перший показ       | Останній показ     |
| ----- | ------- | ------- | ------------------ | ------------------ |
| 1     | 29      | 29      | 8 вересня 1966     | 13 квітня 1967     |
| 2     | 26      | 26      | 15 вересня 1967    | 29 березня 1968    |
| 3     | 24      | 24      | 20 вересня 1968    | 3 червня 1969      |

### Перший сезон
Першим із замовлених епізодів став «Пастка для людини» (The Man Trap), пущений в ефір 8 вересня 1966 року. Показ відбувся з 8:30 по 9:30 на телеканалі NBC в рамках блоку попередніх показів. «Пастка для людини» отримала змішані відгуки критиків. «The Philadelphia Inquirer» і «San Francisco Chronicle» схвалили початок серіалу, тоді як «The New York Times» і «The Boston Globe» поставилися прохолодніше, а у «Variety» припустили, що «Зоряний шлях» не матиме успіху, оскільки «неймовірно нудний, повний плутанини і складнощів». В той час починалися соціологічні дослідження аудиторії телесеріалів, які розглянули і «Зоряний шлях». Згідно них, серіал зайняв 33-тє місце в рейтингу серед 92-х програм, але після двох тижнів показу опустився на 51-е місце.
Спадання рейтингів змусило NBC розглянути можливість закриття серіалу. Незважаючи на це, «Зоряний шлях» вже мав шанувальників, які виступили проти закриття. Завдяки їхнім зверненням NBC вирішили замовити ще 10 епізодів для першого сезону, а в березні 1967 року замовити другий сезон. Спочатку було оголошено, що серіал буде транслюватися з 19:30 до 20:30 по вівторках, але замість цього покази відбувалися з 20:30 до 21:30 по п'ятницях з 1967 по 1968 рік. Такий вибір призвів до втрати основної аудиторії, яку складали юні телеглядачі.

### Другий сезон

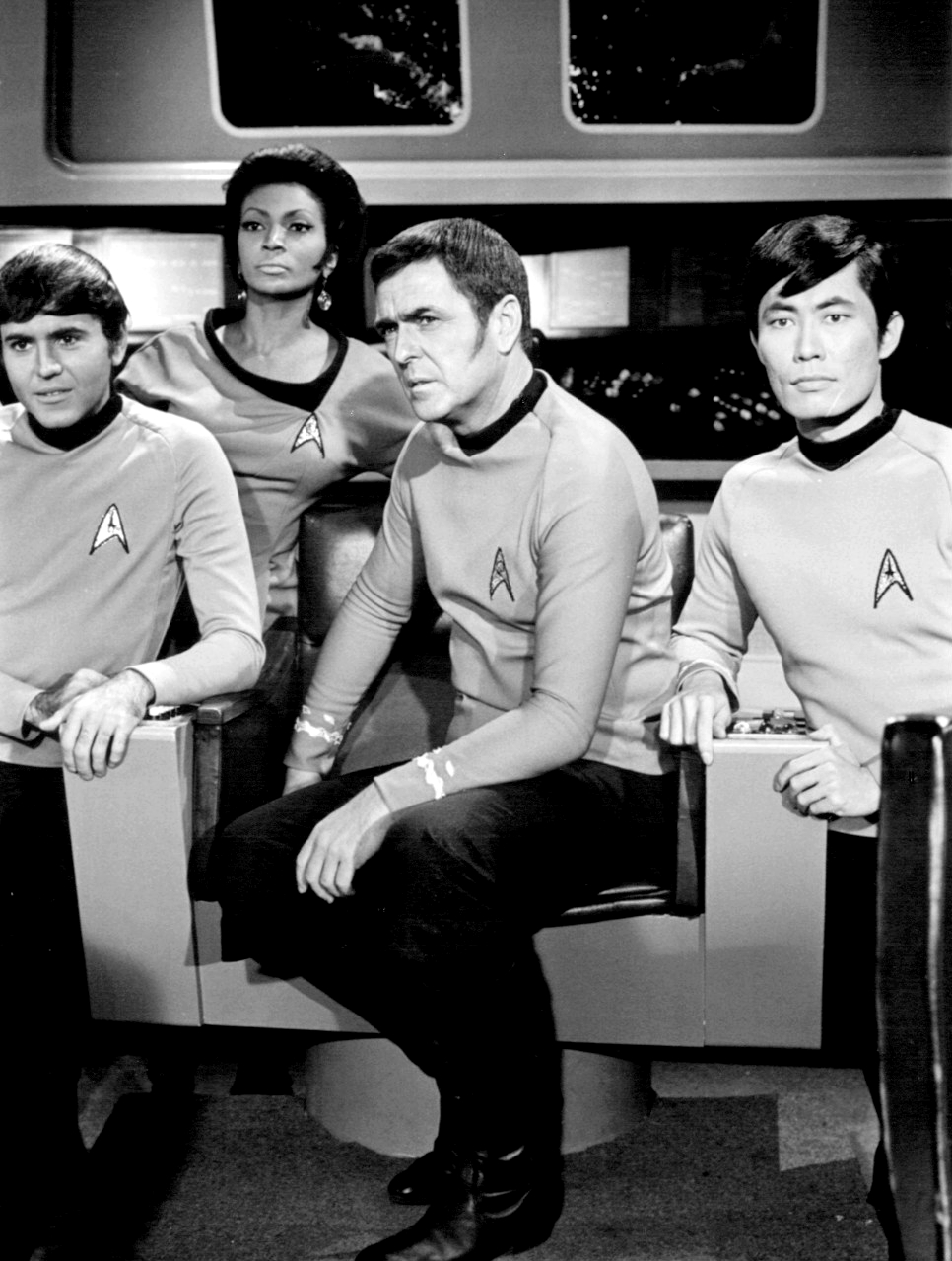
Частина екіпажу «Ентерпрайза»: Чехов, Ухура, Скотт і Сулу

Хоча Шатнер, виконавець ролі капітана Кірка, очікував закриття серіалу після другого сезону, почавши готуватися до інших проєктів, NBC не мали конкретних планів щодо закриття. На початку січня 1966 року, інформаційне агентство Associated Press повідомило, що в серіалу є великі шанси бути продовженим на ще один сезон. «Зоряний шлях» все ж мав кращий рейтинг, ніж вестерн «Гондо» на ABC або програми SBC, та входив до числа 15-и найкращих програм «рейтингу Нельсона».
Дослідження телевізійної мережі показали, що у серіалу є своя «цільова аудиторія», в тому числі серед чоловіків з хорошим доходом і вищою освітою, а не лише молодь. Інші телевізійні серіали NBC мали куди більш низькі рейтинги, ніж «Зоряний шлях». Серіал зацікавлював тим, що оповідав про серйозні соціальні проблеми сучасності в футуристичному контексті, на відміну від «Загублених у космосі». Як наслідок у «Зоряного шляху» з'являлися все нові шанувальники.
Мережа NBC отримала 29000 листів від шанувальників протягом першого сезону, більше, ніж від глядачів будь-якого іншого тодішнього серіалу, за винятком комедійного «Мавпи». Коли в 1967 році стали ширитися чутки про те, що серіал можуть закрити, активістка науково-фантастичного фендому Бетті Трімбл з її чоловіком Джоном та деякими шанувальниками, взялися таємно переконувати глядачів підтримати покази своїми листами. Використовуючи 4000 імен в списку передплатників на науково-фантастичну конвенцію, Трімбл просила фанатів писати на NBC і ще десяти передплатникам. З грудня 1967 року по березень 1968 на NBC надійшло 116 000 листів. За даними NBC, мережа насправді отримала понад мільйон листів, але тільки 116 000 з них було розкрито. Оглядачі газет закликали писати листи з проханням врятувати те, що вони називали «найкращим науково-фантастичним серіалом в ефірі». Більше 200 студентів Колтеха для того, щоб підтримати серіал, прийшли до будівлі студії NBC в Каліфорнії з плакатами «Вибираємо Спока» і «Вулкан — сила». Студенти Берклі і МІТ вийшли з аналогічними вимогами в Сан-Франциско і Нью-Йорку. Серед листів на підтримку серіалу був і лист губернатора штату Нью-Йорк Нельсона Рокфеллера.
Для того, щоб шанувальники перестали писати листи на підтримку серіалу, студія NBC після показу 23-го епізоду другого сезону «Остаточна перемога», 1 березня 1968 року, повідомила про те, що серіал буде продовжений. Але замість втихомиритися шанувальники почали писати листи з подякою на адресу студії.

### Третій сезон
Після безлічі листів шанувальників NBC почали планувати перенесення показу третього сезону з понеділка в надії збільшити аудиторію. У березні 1968 року NBC вирішили перенести показ серіалу на ніч п'ятниці, щоб уникнути конфлікту з успішним серіалом «Хохми Ровена і Мартіна», що йшов по понеділках.
Родденберрі був засмучений і скаржився, що «коли мережа хоче „вбити“ нас, вона мала зробити це в кращий спосіб». Його спроби переконати NBC дати серіалу інший день і годину не увінчалися успіхом. Результатом всього цього став стрес і виснаження, тому він вирішив відійти від щоденної роботи над серіалом, проте залишився виконавчим продюсером. У зв'язку з цим на посаді продюсера «Зоряного шляху» його змінив Фред Фрейбергер. Тим часом NBC вирішили урізати бюджет серіалу, виділяючи на кожен епізод не $39 000, а 36 000. Це зумовило значне зниження якості сезону 1968-69 років, введення «чудовиськ тижня». Актриса Нішель Нікольс охарактеризувала ці скорочення бюджету як навмисну спробу знищити серіал. Останнім днем зйомок стало 9 січня 1969 року, після чого NBC ухвалили рішення закрити серіал, незважаючи на спроби прихильників розгорнути ще одну кампанію з листами підтримки.

## Список персонажів
- Джеймс Тиберій Кірк (актор Вільям Шатнер) — капітан USS «Ентерпрайз», призначений на заміну капітану Пайку, з 2268 року — адмірал. Відомий як єдиний, хто зумів вирішити суперечність в тесті для молодих капітанів «Кобаясі Мару». Кірк — харизматичний лідер, який вимагає точного виконання своїх наказів, але й сам готовий пожертувати навіть власним життям заради членів екіпажу. Він твердо вірить в ідеали Об'єднаної Федерації Планет і прагне захищати їх за будь-яких умов, незалежно чи від зовнішніх ворогів, чи він зловмисників у самій Федерації. Проте якщо бачить суперечність законів справедливості, може порушити їх. Він досконало знає влаштування систем корабля і добре знається на військовій тактиці. Такі недоброзичливці Федерації як клінгони вважають його достойним противником. Крім того капітан Кірк має чудову фізичну підготовку і володіє власним бойовим стилем.
- Спок (Леонард Німой) — старший офіцер, спеціаліст з комп'ютерів, напів-вулканець, напів-людина. Його справжнє ім'я неможливо вимовити людям. Як звичайно для вулканців, має загострені вуха і покладається на логіку, уникаючи емоцій. Йому часто незрозуміла реакція людей на різні події, наприклад, жарти, але він старається сприймати це як належне. Спок цікавиться мистецтвами, тривимірними шахами, і є вегетаріанцем, як більшість вулканців.
- Леонард «Боунз» Маккой (Дефорест Келлі) — старший офіцер, медик. Він має видатні знання з медицини і в ході експедиції не тільки лікує екіпаж, а й винаходить нові ліки і медичні технології. Його найближчими друзями на борту «Ентерпрайза» є Кірк і Спок.
- Монтгомері «Скотті» Скотт (Джеймс Духан) — інженер, займається обслуговуванням систем корабля, зокрема транспортерів. За походженням шотландець. Впродовж серіалу безуспішно намагається налагодити стосунки з жіночою частиною екіпажу.
- Ніота Ухура (Нішель Ніколс) — офіцер, котра займається комунікаціями. Африканка за походженням, Ухура гордиться цим і навіть оформила свою каюту в африканському стилі. Вона поважає капітана Кірка і цікавиться людською частиною Спока.
- Хікару Сулу (Джордж Такеі) — офіцер наукового відділення, керманич «Ентерпрайза». Його хобі є догляд за рослинами.
- Павел Чехов (Волтер Кеніг) — офіцер-навігатор, росіянин за походженням, чим дуже гордиться. Він полюбляє зараховувати багато досягнень росіянам, стверджуючи, що саме в Росії винайшли ту чи іншу річ, або саме там насправді відбулася якась відома подія.
- Дженіс Ренд (Грейс Лі Вітні) — інтендант капітана.
- Кристина Чапель (Мажел Баррет) — медсестра.

## Трансляція в Україні
Українською мовою серіал не озвучено. Його показували російською на каналі «Enter-фільм». Серіал було озвучено російською мовою студією «Так Треба Продакшн» у 2004 році. Ролі озвучували: Анатолій Пашнін, Юрій Гребельник, Володимир Терещук і Олена Бліннікова.